# 柴达木猪毛菜
柴达木猪毛菜（学名：Salsola zaidamica）是苋科猪毛菜属的植物。分布在蒙古以及中国大陆的青海、新疆、甘肃等地，生长于海拔1,100米至3,000米的地区，常生于含盐质的荒漠地区，目前尚未由人工引种栽培。